# Моховица
Моховица — река в России, протекает по Орловской области. Левый приток реки Неполодь.

## География
Река берёт начало у села Селихово Знаменского района. Течёт на восток, у села Моховица поворачивает на юг. Впадает в Неполодь в селе Спасское Орловского района. Устье реки Моховицы находится в 18 км от устья реки Неполодь. Длина реки составляет 42 км, площадь водосборного бассейна — 222 км².

## Данные водного реестра
По данным государственного водного реестра России относится к Окскому бассейновому округу, водохозяйственный участок реки — Ока от города Орёл до города Белёв, речной подбассейн реки — бассейны притоков Оки до впадения Мокши. Речной бассейн реки — Ока.
Код объекта в государственном водном реестре — 09010100212110000018001.